# Nokia 2610
Il Nokia 2610 è un telefono cellulare GSM Nokia  prodotto dal 2006. È dotato di display a colori e ha la possibilità di collegarsi a internet tramite tecnologia WAP 2.0

## Caratteristiche tecniche
- Reti: DualBand GSM 900 - 1800 MHz
- Dimensioni: 104 x 43 x 18 millimetri
- Massa con batteria in dotazione: 91 grammi
- Anno di Uscita: 2006
- Batteria: Li-Ion 970 mAh (BL-5B)
- Kit Acquisto: Batteria, manuale, caricabatteria, auricolare
- Autonomia in Standby: 380 ore
- Autonomia in Conversazione: 5 ore 20